# Hunchun
Hunchun (珲春) is een stad in de provincie Jilin van China. Hunchun is de zetel van het arrondissement Hunchun. De stad heeft ongeveer 250.000 inwoners. Hunchun ligt in de Autonome Koreaanse Prefectuur Yanbian, niet ver van het drielandenpunt met Noord-Korea en Rusland. 

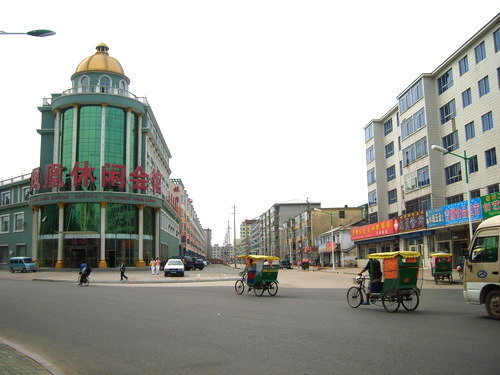
Straatbeeld